# MAMA (EXOのアルバム)
MAMA（ママ）は、2012年4月9日に韓国で発売されたEXOの1枚目のミニアルバム。同じ楽曲を同じ日時に朝鮮語と中国語で発表し韓国と中国で同時にデビューするという趣旨により、朝鮮語楽曲収録のEXO-Kバージョンと中国語楽曲収録のEXO-Mバージョンの二種形態で販売された。EXO-Kはスホ、ベクヒョン、チャンヨル、ディオ、カイ、セフンの韓国人6名で構成、EXO-Mも同じく6名で、クリス、ルハン、レイ、タオの中国人4名、シウミン、チェンの韓国人2名で構成された。
EXOの正式デビュー日4月8日に公開された楽曲『MAMA』はEXOのデビュー曲であり、本アルバムのタイトル曲として収録された。収録曲『What is Love』『History』はプロローグシングルとしてデビュー前に公開された。ユ・ヨンジン、テディー・ライリー、トーマストゥロルスン、シン・ヒョクなどがアルバム収録曲の作曲を手がけた。『What is Love』の歌唱は、EXO-Kバージョン収録の朝鮮語版がベクヒョンとディオ、EXO-Mバージョン収録の中国語版がチェンとルハンによるもので、『Two Moons』ではSHINeeのKEYがフィーチャリング参加した。

## プロモーション
2011年12月22日午前0時にSMエンタテインメント公式サイトでEXOのデビュー100日間プロモーションが開始となり、24時間カウントダウンが終了した12月23日午前0時にカイの予告映像が公開された。その後ルハン、タオ、チェンの順に公開された。2012年1月にセフン、レイ、シウミンが公開され、1月30日にファーストプロローグシングル『What is Love』の音源とミュージックビデオ（以下MV）の発表によりベッキョンとディオの公開となり、2月にスホとクリスが公開、2月23日に最後のメンバーチャンヨルの予告映像が公開された。EXOプラネットから来たというコンセプトにより、スホが水、ベクヒョンが光、チャンヨルが火、ディオが力、カイが瞬間移動、セフンが風、クリスが飛行、ルハンが念力、シウミンが氷結、レイが治癒、チェンが雷、タオが時間調整という架空上の能力が設定された。3月9日午前0時にセカンドプロローグシングル『History』の音源が公開された。デビュー告知から100日が経過した3月31日にソウル特別市でデビューショーケースが行われ、4月1日には北京でデビューショーケースが開催された。4月1日のSBS人気歌謡番組内でEXO-Kのデビュー予告映像が放送、4月8日にEXO-KはSBS人気歌謡、EXO-Mは中国の授賞式である第12回音楽風雲榜年度盛典でデビューステージを披露しデビュー曲『MAMA』が公開された。4月9日にデビューミニアルバム『MAMA』が発売された。5月20日放送の『人気歌謡』でEXO-KとEXO-Mがデビュー後初共演した。

### 公式映像
- EXO-K MAMA MV（朝鮮語）
- EXO-M MAMA MV（中国語）
- EXO-K What is Love MV（朝鮮語）
- EXO-M What is Love MV（中国語）
- EXO-K History MV（朝鮮語）
- EXO-M History MV（中国語）

| 公式予告映像              | 曲名                            | 収録アルバム                   |
| ------------------------- | ------------------------------- | ------------------------------ |
| 1_KAI (1)                 | My Lady (EXO-K)                 | XOXO (KISS&HUG) KISSバージョン |
| 2_KAI & LU HAN            | Time Control                    | 未収録                         |
| 3_TAO (1)                 | Metal                           | 未収録                         |
| 4_KAI (2)_One Take ver.   | My Lady (EXO-K)                 | XOXO (KISS&HUG) KISSバージョン |
| 5_KAI (3)                 | Machine                         | 未収録                         |
| 6_KAI (4)                 | Lightsaber                      | 未収録                         |
| 7_SE HUN & KAI            | Run & Gun                       | 未収録                         |
| 8_SE HUN                  | Black Pearl                     | XOXO (KISS&HUG) KISSバージョン |
| 9_SE HUN & LU HAN         | Angel (EXO-K)                   | MAMA (EXO-K)                   |
| 10_LAY                    | Phoenix                         | 未収録                         |
| 11_XIU MIN & KAI          | Let Out the Beast               | XOXO (KISS&HUG)                |
| 12_KAI & LAY              | Two Moons (EXO-K)               | MAMA (EXO-K)                   |
| 13_SE HUN (2)             | What is Love (EXO-K)            | MAMA (EXO-K)                   |
| 14_KAI (5)                | What is Love (EXO-K)            | MAMA (EXO-K)                   |
| 15_TAO (2)                | Metal                           | 未収録                         |
| 16_D.O. & SU HO           | Reflection Ⅰ (ソン・グァンシク) | 未収録                         |
| 17_KRIS                   | Angel (EXO-K)                   | MAMA (EXO-K)                   |
| 18_KAI (6)                | Emergency                       | 未収録                         |
| 19_LAY & CHEN & BAEK HYUN | Beautiful                       | Exodus                         |
| 20_CHAN YEOL              | El Dorado                       | Exodus                         |
| 21_KAI (7)                | Baby Don't Cry (EXO-K)          | XOXO (KISS&HUG) KISSバージョン |
| 22_LAY & SE HUN           | Angel (EXO-K)                   | MAMA (EXO-K)                   |
| 23_KAI (8)                | Angel (EXO-K)                   | MAMA (EXO-K)                   |

## 販売量
2012年6月2週目基準での売上枚数はEXO-Kが10,612枚、EXO-Mが51,643枚、計15,2255万枚。2012年の販売枚数はEXO-Kが145,925枚、EXO-Mが87,553枚。EXO-Kがガオンチャート2012年4月のアルバム総合1位を獲得した。
| チャート1位      | チャート1位          | チャート1位 | チャート1位               |
| チャート名       | 区分                 | 種類        | 期間                      |
| ---------------- | -------------------- | ----------- | ------------------------- |
| シンナラレコード | 日間チャート（全体） | EXO-K       | 2012年4月16、18日（2回）  |
| シンナラレコード | 週間チャート（全体） | EXO-K       | 2012年4月23日～4月29日    |
| シンナラレコード | 週間チャート（全体） | EXO-M       | 2012年5月7日～5月13日     |
| ガオンチャート   | アルバム週間（総合） | EXO-K       | 2012年16週、20週目（2回） |
| ガオンチャート   | アルバム月間（総合） | EXO-K       | 2012年4月                 |

## 収録曲
| 出典：    |                                                          |           |                                                            |                   |       |
| #         | タイトル                                                 | 作詞      | 作曲                                                       | 歌唱              | 時間  |
| 1.        | 「MAMA」                                                 |           | ユ・ヨンジン                                               |                   | 4:31  |
| 2.        | 「What is Love」                                         |           | ユ・ヨンジン,テディー・ライリー,DOM,Richard Garcia         | ベクヒョン,ディオ | 4:21  |
| 3.        | 「History」                                              |           | ユ・ヨンジン,Troelsen Thomas,Remee Mikkel Sigvardt Jackman |                   | 3:30  |
| 4.        | 「Angel」(너의 세상으로)                                 |           | シン・ヒョク                                               |                   | 3:00  |
| 5.        | 「Two Moons」(두 개의 달이 뜨는 밤, Feat. Key of SHINee) |           | イム・グヮンウク                                           |                   | 2:57  |
| 6.        | 「Machine」                                              |           |                                                            |                   | 3:24  |
| 合計時間: | 合計時間:                                                | 合計時間: | 合計時間:                                                  | 合計時間:         | 21:43 |

| 出典：    |                                              |           |                                                            |               |       |
| #         | タイトル                                     | 作詞      | 作曲                                                       | 歌唱          | 時間  |
| 1.        | 「MAMA」                                     | 王雅君    | ユ・ヨンジン                                               |               | 4:31  |
| 2.        | 「What is Love」                             | 韓吉儿    | ユ・ヨンジン,テディー・ライリー,DOM,Richard Garcia         | ルハン,チェン | 4:21  |
| 3.        | 「History」                                  | 刘源      | ユ・ヨンジン,Troelsen Thomas,Remee Mikkel Sigvardt Jackman |               | 3:30  |
| 4.        | 「你的世界」(Angel)                          |           | シン・ヒョク                                               |               | 3:00  |
| 5.        | 「雙月之夜」(Two Moons, Feat. Key of SHINee) |           | イム・グヮンウク                                           |               | 2:57  |
| 6.        | 「Machine」                                  |           |                                                            |               | 3:24  |
| 合計時間: | 合計時間:                                    | 合計時間: | 合計時間:                                                  | 合計時間:     | 21:43 |

## 発売日
| 地域 | 発売日       | 規格                            | レーベル            |
| ---- | ------------ | ------------------------------- | ------------------- |
| 韓国 | 2012年4月9日 | CDアルバム デジタルダウンロード | KMPホールディングス |

## 販売形態
| 種類            | 内容          | EANコード     | 規格品番 |
| --------------- | ------------- | ------------- | -------- |
| EXO-Kバージョン | 朝鮮語版CD1枚 | 8809314511088 | SMK0108  |
| EXO-Mバージョン | 中国語版CD1枚 | 8809314511095 | SMK0109  |